# Roar (музыкант)
Roar (стилизовано как ROAR) — американский сольный музыкальный проект от аризонского музыканта Оуэна Эванса. Проект начался в 2010 году после выпуска мини-альбома I Can’t Handle Change. С того момента было выпущено ещё два мини-альбома и четыре студийных альбома под этим псевдонимом.
Эванс ранее был участником группы Sleeping in the Sea вместе с Томом Филардо и Эли Кунером. Группа дебютировала в 2004 году на разогреве у The Spinto Band в 2005 году, но распалась три года спустя, в 2007 году. Эванс вернулся на музыкальную сцену в 2010 году, создав Roar и выпустив дебютный мини-альбом проекта, I Can’t Handle Change. Мини-альбом стал ответом на роспуск Sleeping in the Sea. 26 февраля 2011 года был выпущен второй альбом Roar, Daytrotter Session.
Третий мини-альбом Roar, I’m Not Here To Make Friends, был выпущен 28 февраля 2012 года и стал единственным релизом проекта на лейбле Really Records.
Дебютный студийный альбом Roar, Impossible Animals, был выпущен 27 марта 2016 года. В 2016 году Эванс присоединился к группе Andrew Jackson Jihad, которая позже переименовалась в AJ, в качестве барабанщика. Второй студийный альбом Roar, Pathétique Aesthétique, был выпущен 5 июля 2018 года.
В 2019 и 2024 годах заглавная песня из I Can’t Handle Change завоевала популярность в Интернете, особенно в социальной сети для обмена медиа TikTok. 30 марта 2021 года был выпущен третий студийный альбом Roar, Diamond Destroyer of Death. Эванс покинул AJJ в 2021 году.
В 2023 году песня «Christmas Kids» из альбома I Can’t Handle Change стала популярной в TikTok. Популярность песни привела к тому, что она попала в чарты Irish Singles Chart и UK Singles Chart на 45-е и 58-е места соответственно; эти записи ознаменовали первое появление Roar в международных музыкальных чартах. Песня описывает жестокие отношения между Филом Спектором и его женой Ронни.